# Cataract
Cataract é uma banda de Thrash/Death/Metalcore proveniente da Suíça, formada em 1998, que é distribuída pela Metal Blade Records.

## Membros
Actualmente:
- Michi Henggeler - Baixo
- Greg Mäder - Guitarra
- Federico Carminitana - Vocais
- Ricky Dürst - Bateria

Ex-membro:
- Simon Füllemann - Guitarra

## Discografia
- Cataract s/t demo (Demo) – 1998
- War Anthems (EP) – 1999
- Golem – 2000
- Martyr’s Melodies (EP) – 2001
- Great Days of Vengeance – 2003
- With Triumph Comes Loss – 2004
- Kingdom – 2006
- Cataract – 2008